# NGC 6070
NGC 6070 é uma galáxia espiral (Sc) localizada na direcção da constelação de Serpens. Possui uma declinação de +00° 42' 36" e uma ascensão recta de 16 horas, 09 minutos e 58,6 segundos.
A galáxia NGC 6070 foi descoberta em 18 de Setembro de 1786 por William Herschel.